# Divinópolis de Goiás
Divinópolis de Goiás este un oraș în Goiás (GO), Brazilia.